# بازمحمد جوزجانی
باز محمد جوزجانی (زاده ۱۳۴۳ ولسوالی شبرغان ولایت جوزجان - درگذشته ۱۳۹۵ شهر قندهار مرکز ولایت قندهار) سیاستمدار افغانستان و نماینده مردم ولایت جوزجان در دوره‌های پانزدهم و شانزدهم مجلس نمایندگان بود. وی در مجلس شانزدهم نمایندگان افغانستان عضویت کمیسیون مالی، بودجه، محاسبات عمومی و امور بانک‌ها را داشت.

## زندگی‌نامه
باز محمد جوزجانی زاده ۱۳۴۳ از ولسوالی شبرغان ولایت جوزجان می‌باشد. ایشان تحصیلات ابتدایی خود را در لیسه جبهه نجات پیشاور به اتمام رسانید و وارد کالج تخنیکی الماتا قزاقستان شد. وی پس از ۲ سال در سال ۱۳۷۲ از تحصیل انصراف داد و به افغانستان بازگشت. وی عضو جبهه ملی نجات افغانستان می‌باشد.
باز محمد جوزجانی در تاریخ ۱۳۹۵/۱۱/۲۱ در حمله به مهمانخانه والی قندهار در شهر قندهار کشته شد.

## دیگر فعالیت‌ها
دیگر فعالیت‌های ایشان:
- آمر جبههٔ ولایتی در تنظیم جبههٔ ملی نجات افغانستان.
- رئیس شرکت‌های تجارتی.
- عضو لویه جرگهٔ اضطراری.
- عضویت دوره پانزدهم مجلس نمایندگان.
- عضو کمیسیون تدوین لویه جرگه عنعنوی.
- عضو شورای عالی جبههٔ ملی نجات افغانستان.